# Université du Québec à Rimouski
 (mars 2025).
 (novembre 2021).
Pour les articles homonymes, voir Rimouski (homonymie).
L'Université du Québec à Rimouski (UQAR) est une université du réseau de l'Université du Québec qui se situe à Rimouski et à Lévis, au Québec, au Canada.
Fondée en 1969, elle figure parmi les plus récentes au Québec et compte aujourd'hui près de 7 000 étudiants répartis entre ses campus de Rimouski et celui de Lévis, près de la ville de Québec.
L’UQAR offre de la formation universitaire à la grandeur de l'Est-du-Québec, de la région de Chaudière-Appalaches à celle de la Gaspésie-Iles-de-la-Madeleine, en passant par la Haute-Côte-Nord et la Manicouagan. Elle a aussi des bureaux permanents à Gaspé et à Rivière-du-Loup.
Offrant une gamme étendue de formation aux trois cycles universitaires, elle s'est bâtie une réputation basée sur trois grands axes de développement. L’UQAR se distingue des autres universités par ses orientations de recherche et de développement qui s’arriment avec les caractéristiques de son territoire.
Université nordique et maritime située dans un centre régional, l'UQAR se spécialise dans les créneaux des sciences de la mer, de la nordicité et des études régionales.

## Histoire

### Premiers jalons
La volonté de doter Rimouski et l'Est du Québec d'un établissement d'enseignement universitaire est exprimée dès les années 1930. L'abbé Antoine Gagnon, professeur au Séminaire de Rimouski lance l'idée d'établir une université rurale, calquée sur un concept d'université ouvrière au Danemark. Le projet de l'abbé Gagnon rejoint les préoccupations ruralistes de l'évêque de Rimouski, Georges Courchesne, ardent défenseur de la colonisation durant la crise des années 1930. Un autre professeur, Paul Hubert, envisage la création de programmes de formation destinés aux travailleurs, aux pêcheurs en particulier, afin de décloisonner le Séminaire. Ces idées n'auront pas de suite.
Dans les années 1950, c'est au tour d'un leader de l'élite économique rimouskoise de lancer un appel en faveur de l'éducation permanente. Dans un discours qu'il prononce devant le Club Richelieu, le magnat régional de l'électricité et des communications Jules-A. Brillant réclame la création d'une université rurale.
Bien que des établissements d'enseignement rimouskois offrent certaines formations de niveau universitaire depuis la fin des années 1940 — l'École commerciale offre une première année en administration, le Séminaire de Rimouski offre un programme de théologie reconnu par l'Université Laval —, les problèmes d'accessibilité et d'intégration de l'université dans la vie de la communauté militent en faveur d'une institution bas-laurentienne.
En 1961, des notables locaux et le directeur des études du Séminaire de Rimouski, l'abbé Pascal Parent, créent le Comité des Cours d'extension universitaires, présidé par le juge Yvon Côté. Le comité organise des cours de langue, de philosophie, de sciences sociales et religieuses. Les cours, qui sont dispensés au Séminaire, sont suivis par 862 adultes en 1961-1962. L'Université Laval appuie la démarche en dispensant les cours et en conseillant le comité dans ses démarches.
En décembre 1964, le rapport de la Commission Parent sur la réforme de l'éducation réjouit les promoteurs d'un établissement d'enseignement supérieur dans l'Est en recommandant la création de centres d'études universitaires pour le Saguenay et le Bas-Saint-Laurent. En mars, des représentants de la ville, des congrégations religieuses et des grandes entreprises régionales forment un Comité provisoire pour l'implantation d'un centre d'études universitaires.

### Fondation

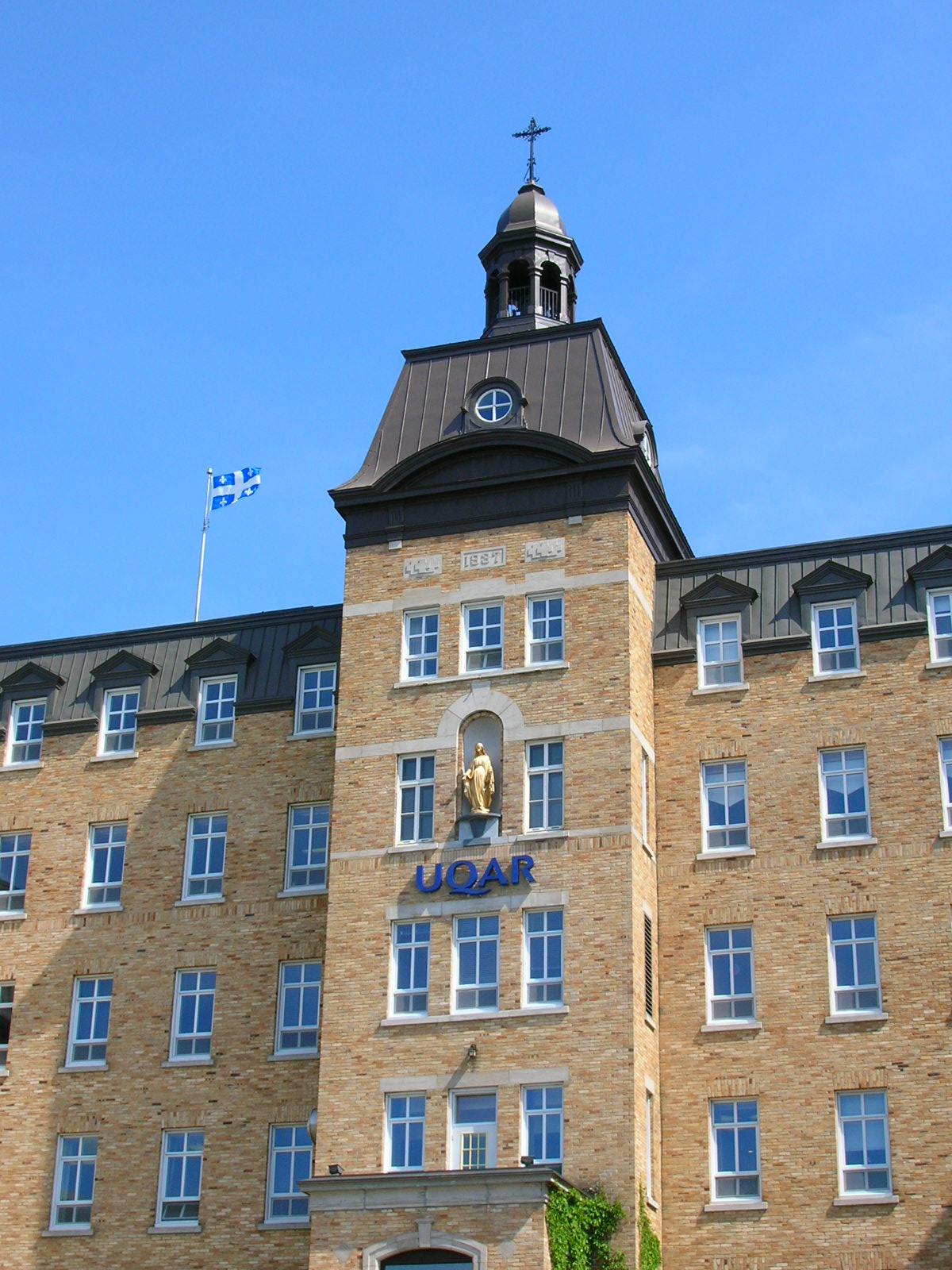
Façade principale de l'UQAR, campus de Rimouski, avant l'incendie de mai 2009.

Au milieu des années 1960, le dossier d'un centre universitaire à Rimouski suscite une certaine méfiance à l'extérieur de la région. Approchée pour chapeauter les formations d'un éventuel centre, l'Université Laval se dit intéressée mais fait preuve de peu d'empressement. Les signaux du gouvernement sont également confus. Le dossier de Rimouski comme celui de Chicoutimi est une « priorité » d'un prochain projet de loi-cadre dit-on dans la capitale, mais les hauts fonctionnaires conseillent la patience.
Dans la foulée de la Révolution tranquille et de la Commission Parent, le gouvernement du Québec établit un réseau de collèges d'enseignement général et professionnel, les cégeps, qui ouvrent leurs portes à travers le Québec en 1967. La création d'une nouvelle structure post-secondaire décentralisée, qui prodigue à la fois des programmes techniques et généraux, crée une augmentation de la demande pour des places supplémentaires dans les universités existantes, à Montréal, Québec et Sherbrooke.
La création d'une nouvelle structure universitaire décentralisée s'impose pour le gouvernement, qui envisage de créer un réseau d'universités publiques, francophones et laïques, l'Université du Québec. Un rapport, publié en juin 1968, jette toutefois une douche d'eau froide sur les promoteurs de Rimouski, en affirmant qu'« il n'est pas réaliste de parler d'université ou de centre universitaire pour septembre 1969 », en raison notamment du manque de professeurs qualifiés dans la région. Le rapport conseille plutôt de préparer un projet de centre de formation des maîtres, en reprenant les activités de l'École normale Tanguay, qui réunit temporairement les trois centres de formation d'enseignants de la ville.
La Loi créant l'Université du Québec est adoptée par la Législature de la province de Québec, constituée de l'Assemblée législative et du Conseil législatif le 18 décembre 1968, mais l'incertitude sur la place de Rimouski dans le nouveau réseau perdure pendant plusieurs mois. Les promoteurs d'un centre universitaire à Rimouski ne peuvent accepter la proposition du ministre Jean-Guy Cardinal et de ses fonctionnaires, qui proposent que le nouveau centre conserve temporairement le statut d'école normale le temps d'organiser des bases solides, puisque son financement serait inférieur à celui d'une véritable université et nuirait au recrutement d'étudiants et du personnel enseignant.
En avril, les promoteurs rencontrent la direction de l'Université du Québec où sont abordées les questions de statut du centre. L'Université du Québec ne s'objecte pas à la création d'une « corporation de Centre d'études universitaires ». Le mois suivant, l'Assemblée des gouverneurs de l'Université autorise la requête en incorporation pour un « Centre d'études universitaires de Rimouski », qui est légalement constitué en août.

### Centre d'études universitaires de Rimouski
Le 2 septembre 1969, le Centre d'études universitaires de Rimouski (CEUR) prend le relais de l'École normale Tanguay. La formation des enseignants et s'établit dans l'édifice des Ursulines, racheté quelques mois plus tôt par le gouvernement. Quelque 225 étudiants sont inscrits à des programmes de premier cycle en sciences, sciences de l'éducation, langue et littérature françaises et sciences religieuses, 250 autres complètent leurs programmes de formation des maîtres alors que 1400 étudiants à temps partiel suivent des cours à l'éducation permanente. Le CEUR, qui compte une soixantaine de professeurs, est dirigé par Charles Beaulieu, un ancien directeur du département de métallurgie à l'Université Laval, assisté par Alcide Horth.
Un an plus tard, le CEUR compte cinq départements, 63 professeurs à temps plein dont le tiers est détenteur d'un doctorat et 308 étudiants à temps complet, en plus de 1 400 autres à temps partiel. La direction maintient le cap sur le développement d'une gamme plus complète de programme et propose de nouveaux programmes de baccalauréat en enseignement et des nouveaux projets en médecine préventive, en santé mentale, en sciences sociales et en génie des océans ainsi que des programmes de deuxième cycle en sciences religieuses, en « frottement et usure » et en océanographie.
Le 19 avril, le ministre de l'Éducation, François Cloutier annonce que le CEUR devient une constituante à part entière de l'Université du Québec et nomme Alcide Horth pour un mandat de cinq ans à titre de premier recteur de l'Université du Québec à Rimouski. À la rentrée de 1973, le nombre d'inscrits à temps complet est passé à 600.

## Campus, bureaux régionaux et points de service

### Campus de Rimouski

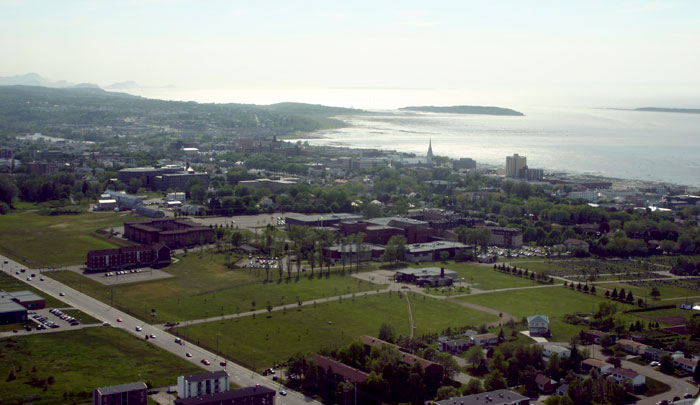
Vue aérienne du campus de Rimouski de l'UQAR.

#### Histoire
Lors de sa création, en 1969, le Centre d'études universitaires de Rimouski loge dans l'ancien monastère des Ursulines, au nord-est du centre-ville de Rimouski, choix imposé par l'achat de l'édifice par le gouvernement du Québec. Deux autres sites ont été considérés. Le premier aurait établi le campus dans une zone alors non développée entre le boulevard Albert-Buies et le boulevard du Sommet, au sud-est. Le second, plus audacieux, consistait à construire « dans le fleuve », en remplissant un lot gagné à l'estuaire du Saint-Laurent sur le côté sud du boulevard René-Lepage.
Une solution moins flamboyante ralliera cependant la majorité. À l'automne 1971, le développement du campus à partir du monastère des Ursulines fait pratiquement l'unanimité, d'autant plus que 2 200 000 dollars ont déjà été investis pour le réaménager. C'est ainsi que débutent les « agrandissements par en-dedans » qui deviendront une « tradition » à l'UQAR, soutient l'historienne Nicole Thivierge, auteure d'une monographie publiée à l'occasion de la commémoration du 25e anniversaire de l'université.

#### Le campus aujourd'hui
Le campus de Rimouski compte aujourd'hui onze pavillons, en plus des résidences étudiantes. Le campus de Rimouski abrite également l’Institut des sciences de la mer de Rimouski (ISMER) et le Centre d’appui à l’innovation par la recherche (CAIR).
Mené en collaboration avec la Ville de Rimouski, un projet de complexe comprenant une glace de dimensions nordaméricaines, une glace de dimensions internationales, une piscine de dimensions semi-olympiques et un bassin récréatif sera accessible à deux pas de l’UQAR à partir de l’hiver 2018.
L'UQAR détient également un Pavillon de formation pratique (350, rue Saint-Jean-Baptiste), notamment pour l'enseignement des arts dans le cadre des baccalauréats en sciences de l'éducation.

### Campus de Lévis

#### Histoire

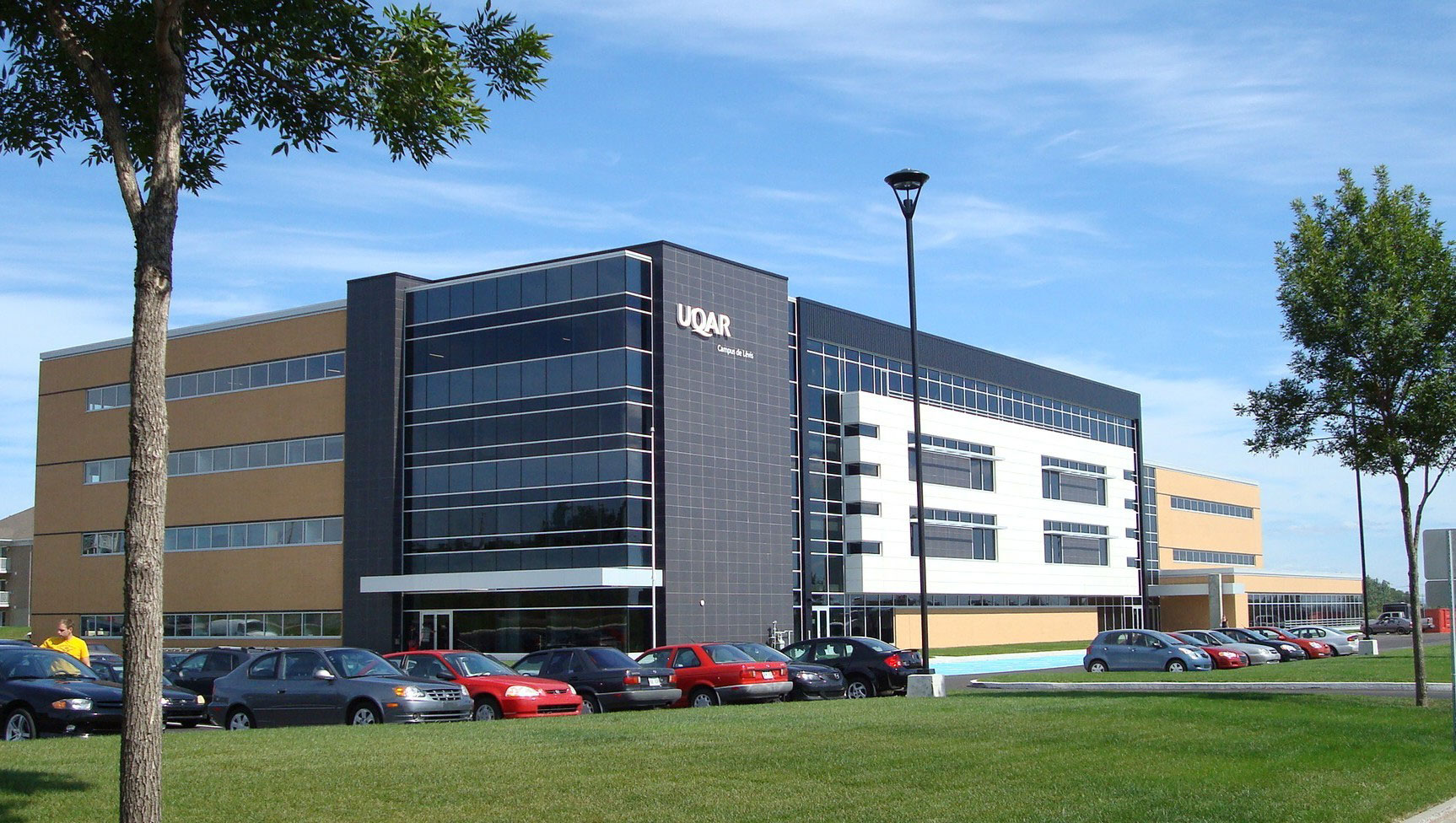
Le campus de Lévis de l'UQAR. Inauguré en 2007, l'édifice accueille plus de 3000 étudiants.

Fondé en 1980, le campus de Lévis de l'UQAR est devenu en une trentaine d'années un pôle majeur pour l'institution. En 2016-2017, le campus de Lévis est fréquenté plus de 3200 étudiants.
Au cours de sa première décennie d'existence, le campus — alors connu sous le nom de Bureau régional de Lévis —, se spécialise dans la formation continue à temps partiel et offre des formations de soir et de fin de semaine en administration, en sciences infirmières et en sciences humaines. Ne disposant d'aucun local en ville, les formations du Bureau régional sont dispensées au Collège de Lévis, à la Polyvalente de Lévis, au Centre de formation Desjardins et même dans un motel.
En 1991, le Bureau régional de Lévis change de nom et devient le Centre d'études universitaires de la Rive-Sud. Il a pignon sur rue dans une aile du Collège de Lévis, sur la rue Mont-Marie, dans le quartier historique de la ville. La transformation du bureau régional s'accompagne de l'introduction d'un premier programme de deuxième cycle, la maîtrise en gestion de projets. L'année suivante, le centre commence à offrir un premier programme de baccalauréat à temps plein, en sciences de l'administration, suivi en 1994, du programme de baccalauréat en sciences comptables. En 1998, le Centre universitaire devient le Campus de Lévis et diversifie son offre en offrant deux programmes de premier cycle à temps complet en sciences de l'éducation. Le campus accueille alors un sommet de 962 étudiants. La fréquentation s'accroît rapidement au cours des cinq années suivantes, qui seront marquées par l'ajout d'un programme de MBA pour cadres en 2000 et d'un baccalauréat en sciences infirmières en 2002. En 2003, le campus de Lévis compte 1944 étudiants inscrits.
La croissance régulière des inscriptions incite la direction à demander des espaces supplémentaires. En 2005, le gouvernement du Québec lance un appel d'offres en vue de l'érection d'un campus. Construit dans le cadre d'un partenariat public-privé (PPP) avec un promoteur immobilier, le Groupe commercial AMT, le nouvel édifice de quatre étages a été bâti sur le boulevard Alphonse-Desjardins, au sud du Golf de Lévis. D'une superficie de 12 000 m2, le nouvel édifice de 25 millions de dollars canadiens est loué par l'Université pour 25 ans. Les nouveaux locaux sont inaugurés en août 2007.

### Bureaux régionaux et points de service
Parmi les sites de formation hors campus : 
- Carleton-sur-Mer
- Gaspé
- Grande-Rivière
- Îles-de-la-Madeleine
- La Pocatière
- Matane
- Montmagny
- New Richmond
- Rivière-du-Loup
- Sainte-Anne-des-Monts

Sur la Côte-Nord, notamment à Baie-Comeau, à Forestville et aux Escoumins, les programmes sont offerts en collaboration avec la Corporation des services universitaires du secteur ouest de la Côte-Nord (CUCN).
En Beauce, notamment à Saint-Georges et Thetford Mines, les programmes sont offerts en collaboration avec le Centre d’études universitaires des Appalaches (CUA).

## Recherche
Depuis 2011, l’UQAR s’est classée parmi les trois meilleures universités canadiennes de sa catégorie qui se démarquent le plus au chapitre de la recherche, parmi les universités généralistes qui offrent majoritairement des programmes de premier cycle par la firme indépendante Research Infosource,.
Entre 2011 et 2019, l’Université s’est classée à huit reprises dans les trois premiers rangs du palmarès de la firme Research Infosource, dans la catégorie des universités offrant majoritairement des programmes de 1er cycle..

### Unités de recherche

#### Institut
- Institut des sciences des sciences de la mer de Rimouski (UQAR-ISMER)

Réseaux ou regroupements de recherche (sous la direction de l'UQAR)
- Centre de recherche sur le développement territorial (CRDT)
- Centre interuniversitaire de recherche sur la première modernité XVIe – XVIIIe siècles (CIREM 16-18)
- Institut France-Québec pour la coopération scientifique en appui au secteur maritime (IFQM)
- Réseau Ressources Aquatiques Québec (RAQ)
- Réseau Québec maritime (RQM)

#### Réseaux ou regroupements de recherche interuniversitaires (UQAR partenaire)
- Centre d’étude de la forêt (CEF)
- Centre d'études nordiques (CEN)
- Centre de la science de la biodiversité du Québec (CSBQ)
- Centre interdisciplinaire de recherche sur la diversité et la démocratie (CRIDAQ)
- Consortium sur la climatologie régionale et l’adaptation aux changements climatiques (OURANOS)
- Groupe interinstitutionnel de recherches océanographiques Québec-Océan
- Institut sur la nutrition et les aliments fonctionnels (INAF)
- Marine Environmental Observation, Prediction and Response Network (MEOPAR)
- Réseau interuniversitaire québécois de formation avancée et de recherche en sciences du globe (GÉOTOP)
- Réseau intersectoriel de recherche en santé de l’Université du Québec
- Université de l'Arctique

#### Centres de recherche partenaires
- Centre d'initiation à la recherche et d'Aide au développement durable (CIRADD)
- Centre de développement et de recherche en imagerie numérique (CDRIN)
- Centre de recherche sur les biotechnologies marines (CRBM)
- Centre de recherche sur les milieux insulaires et maritimes (CERMIM)
- Centre d'innovation de l'aquaculture et des Pêches du Québec Merinov
- Nergica (anciennement TechnoCentre éolien)
- Centre Interdisciplinaire de Développement en Cartographie des Océans (CIDCO)
- Innovation maritime
- Observatoire global du Saint-Laurent
- SErvice de Recherche et d'EXpertise en transformation des produits forestiers (SEREX)

#### Centre d'expertise
- Centre d’expertise universitaire voué au développement des organisations (CEUDO)
- Consortium InterS4

#### Groupes de recherche
- Groupe de recherche en patrimoine Archipel
- Groupe de recherche interdisciplinaire sur le développement régional, de l'Est du Québec (GRIDEQ)
- Collectif de recherche sur la santé en région (CoRSeR)
- Groupe de recherche sur les environnements nordiques BORÉAS

#### Équipes de recherche
- Collectif de recherche participative sur la pauvreté en milieu rural (CRPPMR)
- ÉDUQAR - Équipe de recherche en sciences de l'éducation
- Équipe de recherche en éthique (ETHOS)
- Équipe de recherche en biotechnologies et chimie de l’environnement (CRABE)

#### Chaires de recherche
- Chaire de recherche du ministère des Pêches et des Océans Canada en acoustique marine appliquée
- Chaire de recherche en géoscience côtière
- Chaire de recherche sur la forêt habitée
- Chaire de recherche sur la persévérance scolaire et la littératie
- Chaire CRSNG-UQAR en génie de la conception
- Chaire UNESCO en analyse intégrée des systèmes marins

- Chaire de recherche du Canada en biodiversité nordique
- Chaire de recherche du Canada en biologie intégrative de la flore nordique
- Chaire de recherche du Canada en écologie halieutique
- Chaire de recherche du Canada en géochimie des hydrogéosystèmes côtiers
- Chaire de recherche du Canada en géologie marine
- Chaire de recherche du Canada en histoire littéraire et patrimoine imprimé
- Chaire de recherche du Canada en innovation sociale et développement des territoires

## Axes d'excellence en recherche

### Sciences de la mer

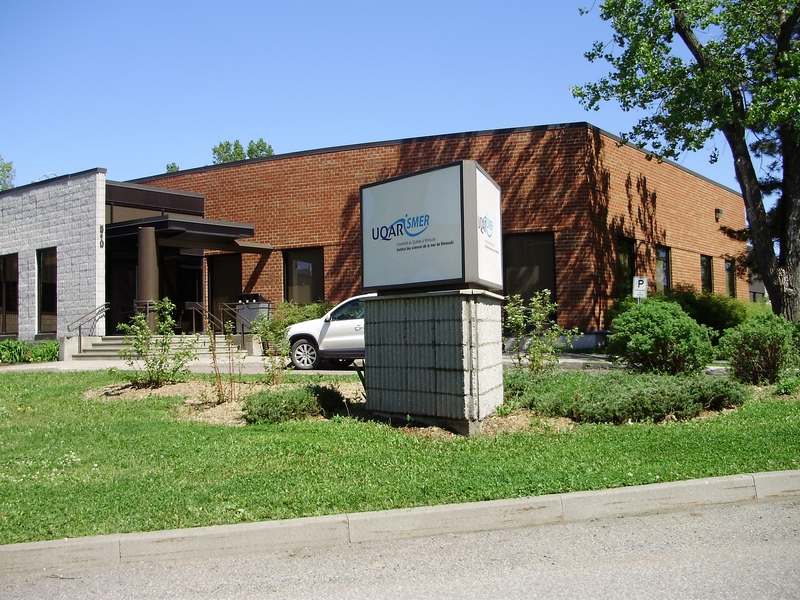
Pavillon de UQAR / ISMER à Rimouski

Dès sa création, l'UQAR a établi le développement d'une expertise dans le domaine de l'océanographie comme une de ses grandes priorités, compte tenu de l'importance de l'estuaire du Saint-Laurent et du milieu marin pour la région. Depuis 1973, l'UQAR offre un programme de maîtrise, qui a précédé de cinq ans la création formelle d'un département d'océanographie. Le développement des activités d'enseignement et de recherche ont ensuite permis la création d'un programme de doctorat en 1982.
Avant la création formelle d'une structure universitaire, le Groupe interuniversitaire de recherches en océanographie du Québec, regroupant des chercheurs des universités Laval, de Montréal et McGill, est mis en place en 1970. L'INRS-Océanologie existe depuis 1972. Le ministère canadien des Pêches et Océans s'ajoute à l'activité de recherche présente dans la région.
La présence d'une masse critique de chercheurs et d'étudiants aux cycles supérieurs permet la construction et l'agrandissement d'un laboratoire océanographique, la construction d'une station aquicole et l'acquisition d'un premier navire de recherche, le N/R Alcide C. Horth, donné par le gouvernement du Québec en 1989.
L’UQAR gère également le pôle québécois de l’Institut France-Québec pour la coopération scientifique en appui au secteur maritime (IFQM)[source secondaire souhaitée].
L'université est membre de l’Université de l'Arctique. Dans ce contexte, elle participe au programme d'échange universitaire north2north.

#### Unités de recherche
- ISMER (Institut des sciences des sciences de la mer de Rimouski)

- Réseau Québec maritime (RQM)
- Réseau Ressources Aquatiques Québec (RAQ)
- Centre de recherche sur le développement territorial (CRDT)
- Groupe interinstitutionnel de recherches océanographiques Québec-Océan

- Centre d'études nordiques (CEN)
- Réseau interuniversitaire québécois de formation avancée et de recherche en sciences du globe (GÉOTOP)
- Centre de la science de la biodiversité du Québec (CSBQ)
- Institut des nutraceutiques et des aliments fonctionnels (INAF)
- ArcticNet, réseau de centres d’excellence du Canada
- Centre de recherche sur les milieux insulaires et maritimes (CERMIM)

- Centre interdisciplinaire de développement en cartographie des océans (CIDCO)
- Centre de recherche en biotechnologie marine (CRBM)
- Innovation maritime, Institut maritime du Québec (IMQ)
- Centre d’innovation en pêche et aquaculture du Québec (MERINOV)
- Observatoire global du Saint-Laurent (OGSL)

- Laboratoire de recherche en biotechnologies et chimie de l’environnement (CRABE)

- Chaire UNESCO en analyse intégrée des systèmes marins
- Chaire de recherche du Canada en écologie halieutique
- Chaire de recherche du Canada en géologie marine
- Chaire de recherche du ministère des Pêches et des Océans Canada en acoustique marine appliquée
- Chaire de recherche du Canada en géochimie des hydrogéosystèmes côtiers
- Chaire de recherche en géoscience côtière
- Chaire de recherche en transport maritime
- Chaire de recherche du Canada en innovation sociale et développement des territoires
- Chaire de recherche du Canada en aquaculture
- Chaire de recherche du Canada en écotoxicologie moléculaire en milieux côtiers

### Nordicité
Plusieurs chercheurs de l'UQAR se consacrent à l'étude des environnements nordiques et des basses latitudes froides, désignée sous le nom de nordicité.

#### Ingénierie
Les chercheurs en ingénierie de l’UQAR travaillent par exemple sur l'identification et l'exploitation du potentiel éolien en milieu nordique.

#### Infrastructures spécialisées
L'UQAR possède des simulateurs environnementaux, notamment des chambres climatiques en milieux froids pour étudier la capacité des oiseaux à s'acclimater aux perturbations climatiques résultant du réchauffement global.

#### Unités de recherche
- Groupe de recherche sur les environnements nordiques BORÉAS

- Centre d'études nordiques (CEN)
- ArcticNet, réseau de centres d’excellence du Canada
- Arctic WEB (réseau multidisciplinaire de recherche sur l'Arctique)
- Centre de recherche sur le développement territorial (CRDT)
- Réseau Québec maritime (RQM)
- Institut France-Québec pour la coopération scientifique en appui au secteur maritime (IFQM)
- Groupe interinstitutionnel de recherches océanographiques Québec-Océan
- Université de l'Arctique (UArctic)
- Réseau interuniversitaire québécois de formation avancée et de recherche en sciences du globe (GÉOTOP)
- MEOPAR
- Centre de la science de la biodiversité du Québec (CSBQ)
- Chaire de recherche du Canada en biodiversité nordique
- Chaire de recherche du Canada en géochimie des hydrogéosystèmes côtiers
- Chaire de recherche en géoscience côtière
- Chaire de recherche sur la forêt habitée
- Chaire de recherche du Canada en écologie des écosystèmes continentaux

### Développement régional

#### Unités de recherche
- Alliance de recherche universités-communautés - Défis des communautés côtières (ARUC) (2010-2017)
- Alliance de recherche université - communautés sur le Développement territorial et la coopération (ARUC-DTC) (2007-2014)
- Centre de recherche sur le développement territorial (CRDT)
- Centre de recherche sur les milieux insulaires et maritimes (CERMIM)
- Groupe de recherche interdisciplinaire sur le développement régional, de l'Est du Québec (GRIDEQ)
- Chaire de recherche du Canada en développement régional et territorial
- Chaire de recherche du Canada en développement rural
- Chaire de recherche du Canada en innovation sociale et développement des territoires

## Formation

### Programmes d'études
L'UQAR offre 162 programmes de formation 
- 91 programmes de 1er cycle;
- 62 programmes de 2e cycle;
- 9 programmes de 3e cycle.

Les programmes de formations touchent une vingtaine de domaines d'études : 
- administration des affaires;
- biologie et gestion de la faune et de ses habitats;
- chimie de l'environnement et des bioressources;
- développement social, régional et territorial;
- éducation et administration scolaire;
- éthique;
- géographie et risques naturels;
- gestion de projet;
- gestion des personnes en milieu de travail;
- gestion des ressources maritimes;
- histoire;
- ingénierie et énergie éolienne;
- informatique;
- lettres et création littéraire;
- kinésiologie;
- océanographie;
- psychosociologie;
- sciences comptables;
- sciences infirmières;
- travail social.

### Programmes uniques
L'UQAR offre plusieurs programmes.
- Baccalauréat en biologie (concentration en sciences marines)
- Baccalauréat en chimie de l'environnement et des bioressources
- Baccalauréat en développement social
- Baccalauréat en enseignement professionnel (offert entièrement en ligne)
- Baccalauréat en lettres et création littéraire
- Maîtrise et DESS en étude des pratiques psychosociales
- Maîtrise et DESS en gestion de la faune et de ses habitats
- Maîtrise et DESS en gestion des personnes en milieu de travail
- Maîtrise, DESS et doctorat en gestion des ressources maritimes
- Maîtrise et DESS en océanographie
- Diplôme d'études supérieures spécialisées en administration publique régionale
- Diplôme d'études supérieures spécialisées en analyse et prévention des risques naturels
- Programme court de 2e cycle en énergie éolienne
- Programme court de 2e cycle en éthique de l'intervention en santé

### Programmes offerts à distance
- Baccalauréat en enseignement professionnel
- Certificat en éducation contemporaine
- Programme court de 1er cycle en soins infirmiers en périnatalité
- Programme court de 2e cycle en énergie éolienne

### Départements
En 2019-2020, l'UQAR compte 11 départements ou unités départementales : 
- Département de biologie, chimie et géographie
- Département des lettres et humanités (présent sur les deux campus)
- Département de mathématiques, informatique et génie (présent sur les deux campus)
- Département de psychosociologie et travail social (présenté sur les deux campus)
- Département des sciences de la santé (présent sur les deux campus)
- Département sociétés, territoires et développement
- Unité départementale du secteur disciplinaire des sciences de l'éducation au campus de Rimouski
- Unité départementale du secteur disciplinaire des sciences de l'éducation au campus de Lévis
- Unités départementales du secteur disciplinaire des sciences de la gestion au campus de Rimouski
- Unités départementales du secteur disciplinaire des sciences de la gestion au campus de Lévis
- Institut des sciences de la mer

### Universités d'été
L'UQAR offre aussi une dizaine d'universités d'été, qui sont pour la plupart des stages ou des cours pratiques crédités intensifs : 
- Chantier-école d'archéologie
- École d'été en géomorphologie quaternaire des Pyrénées
- École d'été en océanographie
- Environnement, géomorphologie et risques naturels dans l’Est du Québec
- Stage en biogéographie côtière, montagnarde et alpine
- Université d’été en lettres et création littéraire
- Université d’été en paléontologie
- Université d'été en patrimoine
- Université d'été en phénologie des processus d'écosystèmes
- Université rurale québécoise

### Formation continue
Le Service de la formation continue de l’UQAR offre également des formations sur mesure pour les entreprises et les organisations, des activités de perfectionnement, des formations grand public (dont les Conférences populaires en santé) et des formations destinées aux ordres professionnels.

## Doctorats honorifiques et autres distinctions remises par l'UQAR

### Doctorats honorifiques
L'Université du Québec à Rimouski décerne des doctorats honorifiques aux personnes qui ont contribué de façon significative à l'université ou dans l'exercice de leur profession ou par de manière générale par leur contribution à la société. Le doctorat honorifique a pour objectif de récompenser le récipiendaire et de faire en sorte que les « réalisations extraordinaires accomplies dans sa vie ou sa carrière » soient reconnues.
L'Université a décerné les doctorats honorifiques suivants :
- Le linguiste Normand Labrie (2019)
- Le scientifique Johnny Huard (2019)
- L'océanographe Paul Treguer (2014)
- L'entrepreneur, gestionnaire et politicien Pierre-Maurice Vachon (2014)
- Le bâtisseur Jean-Guy Nadeau (2014)
- Le gestionnaire Michel Rouleau (2011)
- L'écosociologue Laure Waridel (2011)
- L'écrivain Dany Laferrière (2010)
- Le journaliste Bernard Derome (2009)
- L'infirmière Élisabeth Carrier (2009)
- Le couple fondateur du Groupe GP, Rolande et Germain Pelletier (2008)
- L'homme d'affaires Maurice Tanguay (2007)
- Le cinéaste environnementaliste Jean Lemire (2007)
- Le musicien de jazz Alain Caron (2007)
- L'explorateur Bernard Voyer (2005)
- Le scientifique Gérard Drainville (2004)
- L'homme d'affaires Bernard Bélanger (2004)
- L'éducateur Loïc Bernard (2002)
- L'homme de sciences Pierre Dansereau (2002)
- Le chanteur d'opéra Joseph Rouleau (2001)
- L'enseignante en musique Pauline Charron (2000)
- Le biologiste Jean-Yves Gautier (1999)
- Le peintre Léonard Parent (1998)
- L'éducateur Pascal Parent (1994)
- L'historien Jules Bélanger (1994)
- La journaliste Lisette Morin (1993)
- L'éthicien René Simon (1992)
- Le scientifique Charles Beaulieu (1991)
- La juge Claire L'Heureux-Dubé (1989)
- Le poète Gilles Vigneault (1978)
- Le botaniste Ernest Lepage (1977)

### Médaille de l'UQAR
La médaille de l'Université du Québec à Rimouski est décernée à des personnes en reconnaissance de leur contribution remarquable au développement d'un secteur lié à l'une des missions principales de l'Université : l'enseignement, la recherche et le service à la collectivité.
L'Université a décerné les médailles suivantes :
- La politicienne Suzanne Tremblay (2018)
- Les défenseurs de la ruralité Léonard Otis et Gilles Roy (2012)
- Les chercheurs Mariano Mémolli et José Luis Esperón (2011)
- Le corps de pompiers du Service de sécurité incendie de la Ville de Rimouski (2009)
- Le scientifique Paul Bellemare (2009)
- Le producteur agricole Adéodat St-Pierre (2005)
- L’enseignante Jacqueline Caron (2004)
- Me André P. Casgrain (2002)
- Les patineurs Jamie Salé et David Pelletier (2001)
- L'équipe de hockey l'Océanic (2000)
- L’océanographe Louis Legendre (1999)
- L’athlète Guillaume Leblanc (1992)
- L’athlète Pierre Harvey (1988)
- L’éthicien René Simon (1987)
- L’athlète Philippe (Phil) Latulippe (1986)
- Le comédien Jean Lapointe (1986)
- La romancière Alice Parizeau (1983)
- L’éducatrice et Ursuline Anne-Marie Roy (1981)

### Prix d'excellence des diplômés de l'UQAR
Le Prix d’excellence des diplômés de l’UQAR vise à reconnaitre le parcours professionnel d’un diplômé de l’UQAR, son engagement social et communautaire et son rayonnement à titre de membre de la communauté universitaire de l’UQAR[source secondaire souhaitée].

### Distinction Alcide-C.-Horth
La distinction Alcide-C.-Horth, remise par la Fondation de l’UQAR, reconnait la carrière et le travail d’un professeur ou d’une équipe de recherche de l'UQAR[source secondaire souhaitée].

## International
En 2019-2020, l'UQAR accueille  plus de 550 étudiants étrangers provenant de plus de 45 pays. Ces ententes assurent des liens particulièrement avec l'Algérie, l'Argentine, la Belgique, le Bénin, le Brésil, le Cameroun, la Chine, l'Égypte, la France, le Maroc, le Mexique et le Sénégal[source secondaire souhaitée].

## Vie étudiante

### Équipes sportives
Le Nordet est le nom porté par l'ensemble des équipes compétitives de l'Université. Elles évoluent dans des réseaux de compétition locaux, régionaux et provinciaux. 
Il y a 8 équipes Le Nordet au campus de Rimouski.
Cinq équipes Le Nordet sont présentes au campus de Lévis.